# طغان (بابل)
طغان (بابل)، روستایی از توابع بخش لاله‌آباد شهرستان بابل در استان مازندران ایران است.

## جمعیت
این روستا در دهستان کاری‌پی قرار دارد و براساس سرشماری مرکز آمار ایران در سال ۱۳۸۵، جمعیت آن ۵۵۶ نفر (۱۳۶خانوار) بوده‌است.